# Florești (Moldavie)
Pour les articles homonymes, voir Florești.
Florești (/flɔ.'reʃtj/) est une ville en Moldavie, chef-lieu du district avec le même nom. La ville est mentionnée pour la première fois en 1588. Le nom historique est Rădiul Florilor.
La population de la ville était de 13 100 habitants au 1er janvier 2006.